# The Most Beautiful Boy in the World

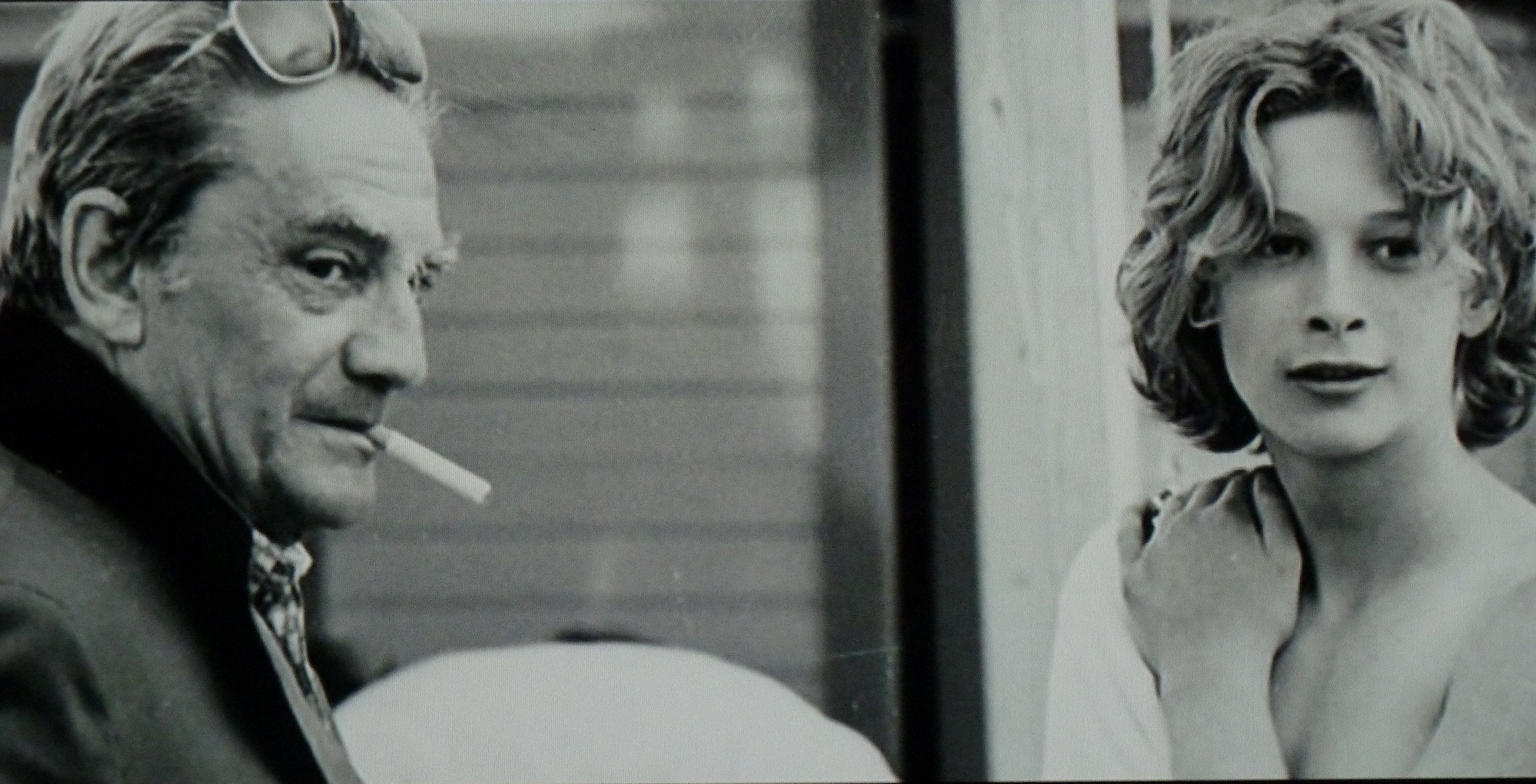
Luchino Visconti Y Björn Andrésen en el conjunto de Muerte en Venecia.

The Most Beautiful Boy in the World es una película documental de 2021 sobre Björn Andrésen y los efectos de la fama sobre él cuando apareció en la película de Luchino Visconti en 1971, Muerte en Venecia. Andrésen tenía solo 16 años cuando salió la película y no estaba preparado para convertirse instantáneamente en una celebridad internacional.
El título de la película surgió de un comentario que hizo Visconti sobre Andrésen en el estreno de Muerte en Venecia en Londres.
La película se estrenó en el Festival de Cine de Sundance de 2021 el 29 de enero de 2021. Recibió una nominación al Gran Premio del Jurado de Documental de Cine Mundial en el festival. La película se estrenó en los cines de Estados Unidos el 24 de septiembre de 2021.